# Rue Galleron
La rue Galleron est une voie du 20e arrondissement de Paris, en France.

## Situation et accès
La rue Galleron est une voie publique située dans le 20e arrondissement de Paris. Elle débute au 8, rue Florian et se termine au 22, rue Saint-Blaise.

## Origine du nom
Elle porte le nom d'un jardinier, nommé Galleron, qui dut habiter cette voie avant 1758 et qui favorisa la culture du pêcher à Montreuil.

## Historique
Cette voie est une ancienne partie de la ruelle Galleron, indiquée et dénommée sur un plan terrier du village de Charonne en 1758. Elle reliait alors la rue de l'École à l'actuelle rue Saint-Blaise et constituait la limite sud du couvent de l'Adoration-Perpétuelle du Saint-Sacrement.
Devenue « petite Rue de Fontarabie » en 1844, elle est classée dans la voirie parisienne en vertu du décret du 23 mai 1863 et prend sa dénomination actuelle par un décret du 24 août 1864.
Une partie de la voie délimitait la ZAC Ancien Village de Charonne.

## Bâtiments remarquables et lieux de mémoire
La maison de campagne que Fouquier-Tinville possédait à Charonne à partir de 1781, dont l'entrée principale se situait impasse des Deux-Portes, possédait une entrée secondaire rue Galleron.